# Rafael Simón Urbina

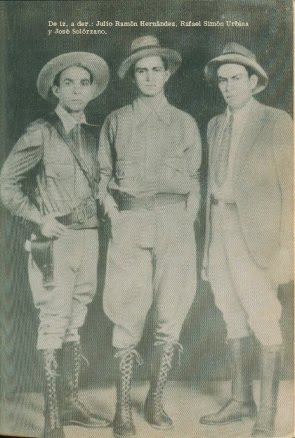
Urbina in het midden (1929)

Rafael Simón Urbina López (Puerto Cumarebo, 1897 - Caracas, 13 november 1950) was een Venezolaans politiek leider en revolutionair, die met name streed tegen het dictatoriale regime van Juan Vicente Gómez.
Na een kort verblijf aan de militaire academie vertrok hij in december 1913 naar Ciudad Bolívar, waar hij samen met zijn oom Joaquín Urbina meedeed in een opstand van generaal José Manuel Hernández ("El Mocho") tegen het regime van Juan Vicente Gómez. Hij moest hierdoor enige jaren in de gevangenis doorbrengen. Na zijn vrijlating voerde hij samen met een andere oom, Manuel Urbina, vanaf 1919 een guerrilla in de bergen van Falcón, zijn geboortestreek.
Tussen 1923 en 1925 verbleef Urbina in ballingschap in Havana (Cuba) en Barranquilla (Colombia), waarna hij amnestie kreeg en weer terugkeerde naar Venezuela. Een nieuwe poging het regime van Gómez omver te werpen volgde in 1928, waarna hij gedeporteerd werd naar Barranquilla. Hij belandde in de gevangenis om uitgeleverd te worden, maar ontsnapte.
Op 8 juni 1929 wist hij met 250 man Fort Amsterdam op Curaçao in te nemen en te plunderen. Hij slaagde erin wapens en de gouvernementskas buit te maken en de Curaçaose gouverneur Leonard Albert Fruytier gevangen te nemen. Het doel was wederom de val van Gómez te bewerkstelligen, maar deze couppoging, waarbij ook leider van de communistische partij Gustavo Machado Morales betrokken was, mislukte eveneens. Na een ballingschap in Mexico probeerde Urbina het in oktober 1931 weer met een landing in Puerto Gutiérrez, wederom tevergeefs.
In 1936 bood Urbina zijn diensten aan de latere president en communistenvreter Eleazar López Contreras aan, waarmee hij zijn vroegere strijdmakkers, zoals Gustavo Machado, liet vallen. Hij verzette zich tegen de Venezolaanse staatsgreep in 1945 en na asiel gezocht te hebben in de Haïtiaanse ambassade, ontkwam hij naar Barranquilla en later naar Santo Domingo in de Dominicaanse Republiek, waar hij de hulp zocht van dictator Rafael Leonidas Trujillo om Venezuela binnen te vallen. Hij keerde in 1948 terug naar Venezuela na een nieuwe staatsgreep en probeerde zonder succes zijn bezittingen, die in 1945 in beslag waren genomen, terug te krijgen.
In november 1950 was hij betrokken bij de mislukte poging tot ontvoering van de toenmalige Venezolaanse president Carlos Delgado Chalbaud, waarbij deze omkwam. Urbina werd gevangengenomen door Venezolaanse regeringstroepen en diezelfde nacht omgebracht tijdens een transport van de ene gevangenis naar de andere. Marcos Pérez Jiménez zou vervolgens de nieuwe leider van Venezuela worden.